# Bahnhof Dresden-Klotzsche
Der Bahnhof Dresden-Klotzsche ist ein Regionalbahnhof im nördlichen Dresdner Stadtteil Klotzsche. Er verknüpft die Bahnstrecken Dresden–Görlitz und Dresden–Königsbrück sowie die S-Bahn-Strecke zum Flughafen Dresden.

## Geschichte

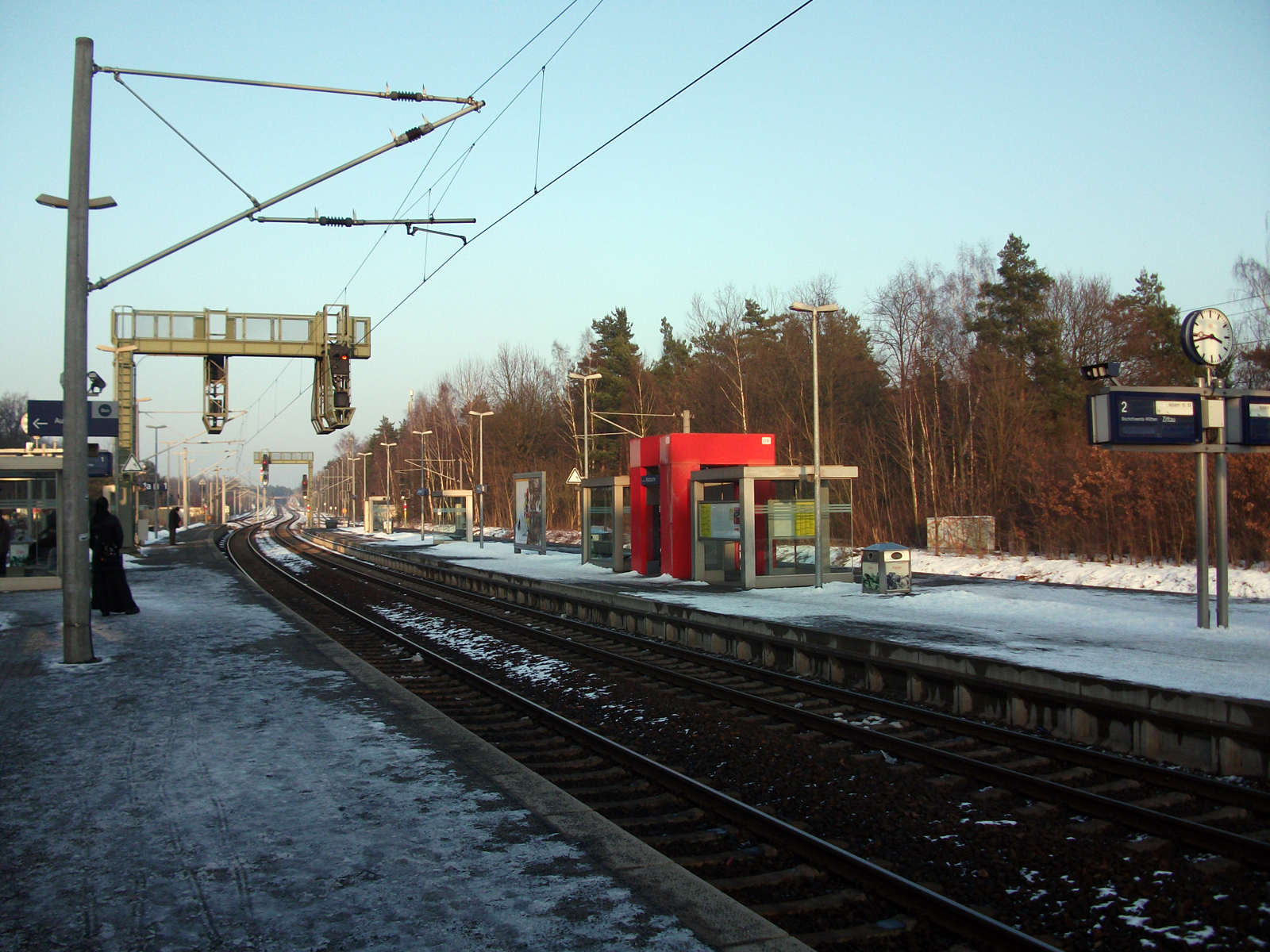
Blick vom Hausbahnsteig Richtung Nordosten im Januar 2011

In den ersten Jahrzehnten seit der Eröffnung des ersten Teilstücks 1845 fuhren die Züge der Sächsisch-Schlesischen Eisenbahn an Klotzsche vorbei. Erst am 1. September 1875 richteten die Königlich Sächsischen Staatseisenbahnen die „Haltestelle Klotzsche“ (der spätere Haltepunkt „Königswald“) ein, damit die Königsfamilie Sommerausflüge in die Dresdner Heide bei Klotzsche mit der Bahn beginnen konnte. Der Haltepunkt bzw. spätere Bahnhof erhielt seinen Namen nach dem ihn umgebenden Klotzscher Villenviertel Königswald.

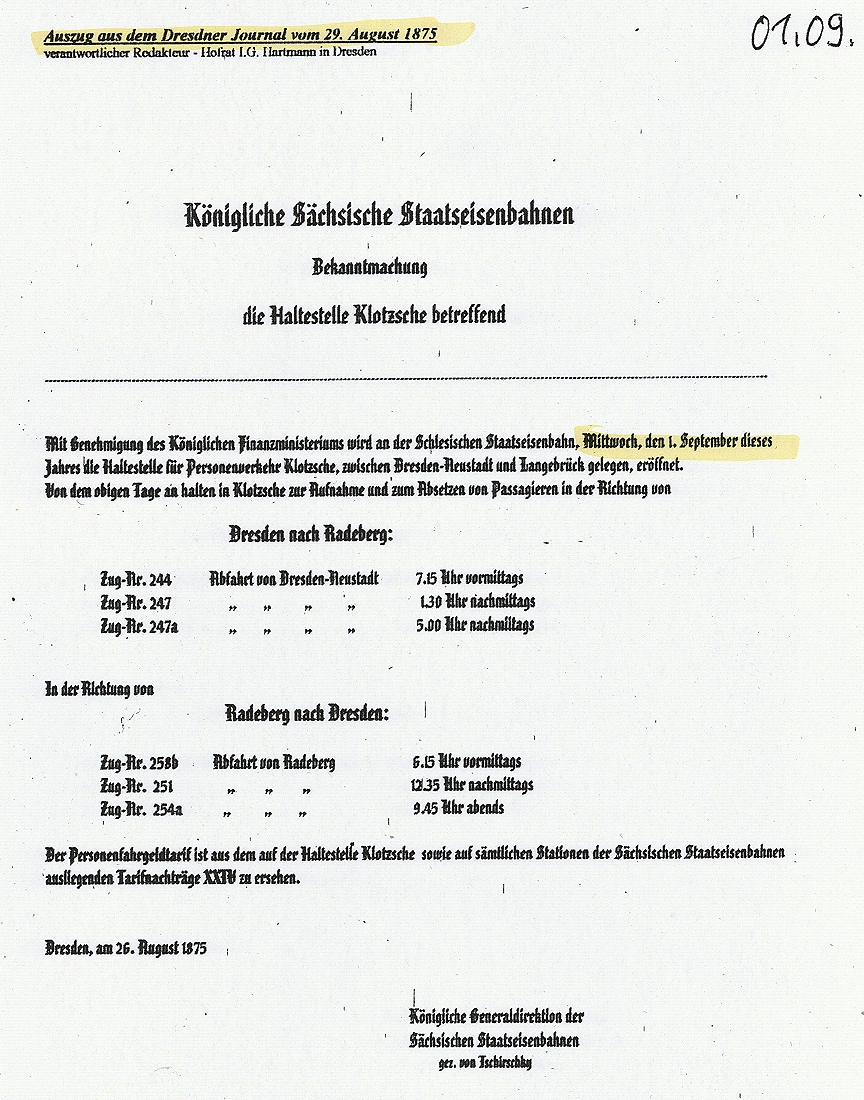
Bekanntmachung zur Eröffnung der Haltestelle Klotzsche am 1. September 1875

Ab dem Jahr 1884 hatte die Schmalspurbahn nach Königsbrück auf dem Bahnhofsvorplatz ihren Ausgangspunkt. Für den Güterverkehr fand ein Vorläufer des heutigen Containersystems Verwendung, sogenannte „Umsetzkästen“. Ein Bockkran im Bahnhof Klotzsche stand zur Umladung von Normal- auf Schmalspur zur Verfügung. Insbesondere Töpfereien aus dem Raum Königsbrück konnten so schonend umgeladen werden. Nach 13 Jahren Betriebsdauer wurde die Strecke auf Normalspur umgespurt und nördlich des Bahnhofs in die bestehende Bahnstrecke Dresden–Görlitz eingefädelt. Bis 1945 war diese Verbindung höhenfrei ausgeführt.
Im Jahr 1907 wurde der Abschnitt von Dresden-Neustadt bis Klotzsche dreigleisig ausgebaut. Im Rahmen des Ausbaus entstanden auch das heutige Empfangsgebäude sowie die Gleisanlagen. Die ebenfalls zu dieser Zeit projektierte Nebenbahn nach Weißig–Bühlau erreichte nur das Planungsstadium. Sie hätte unmittelbar nördlich des Bahnhofs in einer scharfen Kurve in das Prießnitztal führen und am Zielpunkt eine Verknüpfung zur Bahnstrecke Dürrröhrsdorf–Weißig herstellen sollen.
Mit dem Ende der Monarchie und der Thron-Entsagung des sächsischen Königs Friedrich August III. auf Schloss Guteborn bei Ruhland am 13. November 1918 wurde die Station von Klotzsche-Königswald in Klotzsche umbenannt.
Seit März 2001 verkehrt die Dresdner S-Bahn über den Bahnhof Klotzsche zum Flughafen Dresden. Im Rahmen des für den S-Bahnverkehr notwendigen Ausbaus wurde der 170 Meter lange Inselbahnsteig saniert und behindertengerechte Zugänge geschaffen. Im nördlichen Bahnhofsvorfeld entstand ein Überwerfungsbauwerk für die höhenfreie Ausfädelung der Flughafen-S-Bahn. In den Jahren 2002 und 2003 wurde die Strecke von Dresden-Neustadt zum Flughafen Dresden elektrifiziert. Im Bahnhof Dresden-Klotzsche überspannte man nur die für den elektrischen Betrieb zum Flughafen unbedingt nötigen Gleise, allerdings sind die Masten mit zusätzlichen Auslegeraufnahmen für den Weiterbau der Fahrleitung vorbereitet.
Bis August 2004 folgte ein Ausbau der Verknüpfungsmöglichkeiten verschiedener Verkehrsträger. Seitdem stehen eine behindertengerechte Bushaltestelle, Park-and-ride-Parkplätze sowie 68 Fahrradstellplätze zur Verfügung.
Im Frühjahr 2015 begannen Sanierungsarbeiten am denkmalgeschützten, bis dahin dem Verfall preisgegebenen Empfangsgebäude. Die Eröffnung eines Bio-Supermarktes mit Bistro durch die Firma, die das Vorwerk Podemus betreibt und deren Besitzer das Gebäude gekauft hat, fand am  8. Dezember 2016 statt. Ein Teil des Bahnhofs ist seitdem an einen Fahrradladen vermietet. 
Im Mai 2017 wurden die vier Fallblattanzeiger gegen neue, digitale Zugzielanzeiger (FIA) ausgetauscht.
Nach knapp zweijähriger Bauzeit wurde 2018 das neugebaute Nesselgrundviadukt direkt südlich des Bahnhofs in Betrieb genommen. Für die Erneuerung wurde das Vorgängerviadukt aus dem Jahr 1853 abgerissen, nachdem die Deutsche Bahn eine Erneuerung des denkmalgeschützten Bauwerks verwarf.

## Verkehrsangebot
Im Fahrplanjahr 2022 verkehrten über den Bahnhof Dresden-Klotzsche folgende Linien des Schienenpersonennahverkehrs:
| Linie | Linienverlauf | Takt (min)       | EVU             |
| ----- | --- | ---------------- | --------------- |
| RE1   | Dresden Hbf – Dresden Mitte – Dresden-Neustadt – Dresden-Klotzsche – Bischofswerda – Bautzen – Löbau – Görlitz         | 120              | Trilex          |
| RE2   | Dresden Hbf – Dresden Mitte – Dresden-Neustadt – Dresden-Klotzsche – Bischofswerda – Ebersbach – Zittau (– Liberec)    | 120              | Trilex          |
| RB33  | Dresden-Neustadt – Dresden-Klotzsche – Königsbrück                                                                     | 060              | DB Regio Südost |
| RB60  | Dresden Hbf – Dresden Mitte – Dresden-Neustadt – Dresden-Klotzsche – Bischofswerda – Bautzen – Löbau (Sachs) – Görlitz | 120              | Trilex          |
| RB61  | Dresden Hbf – Dresden Mitte – Dresden-Neustadt – Dresden-Klotzsche – Bischofswerda – Ebersbach – Zittau                | 120              | Trilex          |
| S2    | Dresden Flughafen – Dresden-Klotzsche – Dresden-Neustadt – Dresden Mitte – Dresden Hbf (– Heidenau – Pirna)            | 030              | DB Regio Südost |
| S8    | Dresden Hbf – Dresden Mitte – Dresden-Neustadt – Dresden-Klotzsche – Kamenz (Sachs)                                    | 060 (30 zur HVZ) | DB Regio Südost |

Es verkehrten im Fahrplanjahr 2022 folgende Linien des Öffentlichen Personennahverkehrs der Dresdner Verkehrsbetriebe und der RBO über den Bahnhof Klotzsche:
| Linie | Linienverlauf                                                                 |
| ----- | ----------------------------------------------------------------------------- |
| 70    | Gompitz – Cotta – Pieschen – Bahnhof Klotzsche                                |
| 78    | Wilschdorf – Bahnhof Klotzsche – (Radeberg) – (Ottendorf-Okrilla, Bf. Süd)    |
| 80    | Omsewitz – Cotta – Pieschen – Boxdorf – Dresden Flughafen – Bahnhof Klotzsche |
| 522   | Bahnhof Klotzsche – Weixdorf – Medingen – Großdittmansdorf – Radeburg         |